# Pylaisia rufescens
Pylaisia rufescens là một loài Rêu trong họ Hypnaceae. Loài này được (Dicks. ex Brid.) De Not. miêu tả khoa học đầu tiên năm 1867.